# Окулярник савайський
Окулярник савайський (Zosterops samoensis) — вид горобцеподібних птахів родини окулярникових (Zosteropidae). Ендемік Самоа.

## Опис
Довжина птаха становить 10 см. Верхня частина тіла оливково-зелена, нижня частина тіла білувата, горло жовте, махові пера і хвіст коричнево-чорні. Дзьоб зверху коричневий, знизу жовтий, лапи сірі або зеленуваті.

## Поширення і екологія
Савайські окулярники є ендеміками острова Саваї. Вони живуть у гірських тропічних лісах та високогірних чагарникових заростях на висоті від 780 м над рівнем моря і вище.

## Поведінка
Савайські окулярники харчуються комахами, плодами і нектаром. Живуть зграйками по 6-20 птахів.

## Збереження
МСОП класифікує цей вид як вразливий. Савайські окулярники мешкають на обмеженій території площею 520 км². Їхня популяція, за підкрахунками дослідників, складає від 1000 до 2500 птахів. Їх загрожує знищення природного середовища.